# Carlos Sívori Alzérreca
Carlos Sívori Alzérreca (Santiago, 6 de junio de 1920 - Talca, 5 de julio de 2011) fue un comerciante, empresario y político. Diputado por cinco periodos consecutivos entre 1957 y 1973 por la Vigésima Agrupación Departamental "Angol, Collipulli, Traiguén, Victoria y Curacautín", Región de la Araucanía. Militó en el Partido Agrario Laborista y posteriormente en el Partido Demócrata Cristiano.

## Biografía
Nació en Santiago el 6 de junio de 1920. Hijo de Carlos Sívori Córdova y Berta Alzérreca Cueto. Falleció en la ciudad de Talca, el 5 de julio de 2011.
Se casó con Pilar Lorenzo Martínez y tuvieron una hija.
Realizó sus estudios primarios y secundarios en el Internado Nacional Barros Arana (INBA) y en el Colegio de los Sagrados Corazones de Santiago.
Finalizada su etapa escolar, se dedicó a trabajar en actividades empresariales como en lRCA Víctor y Mademsa hasta 1939. Luego fue representante de la empresa "Katz Johnson y Cía. Ltda." en Santiago y en 1941 formó la Sociedad "Sívori y Cía."; adquirió el Establecimiento Lucerna en Santiago; y el fundo "La Reserva" situado en Selva Oscura, Victoria, Novena Región.
En 1955 viajó por Europa en el marco de la participación en un congreso efectuado en Alemania, sobre el trigo y el pan.
Al principio de los años ochenta se instaló en un fundo en los alrededores de Talca y se dedicó a la producción vinícola. Pasó treinta años en aquella ciudad, acompañado por su segunda mujer, que le sobrevivió.

### Vida pública
Inició sus actividades políticas al ingresar al Partido Agrario Laborista (PAL).
En 1955 fue designado Intendente de la Provincia de Malleco, desempeñándose en el cargo hasta 1956.
En las elecciones parlamentarias de 1957 fue elegido diputado por la Vigésima Agrupación Departamental "Angol, Collipulli, Traiguén, Victoria y Curacautín", período 1957-1961, en representación del Partido Agrario Laborista. Integró la Comisión Permanente de Agricultura y Colonización; la de Vías y Obras Públicas; la de Hacienda y la de Policía Interior y Reglamento. Miembro de la Comisión Especial de la Vivienda, 1957 y 1961. Fue miembro suplente del Comité Parlamentario Agrario Laborista, 1957 a 1959, fecha en que renunció al PAL, para incorporarse al Partido Nacional Popular. Y este último año fue miembro suplente del Comité Parlamentario de esa colectividad, hasta 1960. En 1960, se inscribió en el Partido Demócrata Cristiano y asumió como miembro propietario del Comité Parlamentario del Partido. 
En las elecciones parlamentarias de 1961 fue reelecto diputado por la misma Vigésima Agrupación período 1961-1965 en representación del Partido Demócrata Cristiano. Integró la Comisión Permanente de Agricultura y Colonización y la de Policía Interior y Reglamento; y fue diputado reemplazante en la Comisión Permanente de Vías y Obras Públicas; y en la de Economía y Comercio. Miembro de la Comisión Mixta de Presupuesto. Y miembro de la Comisión Especial Investigadora de la Industria Azucarera, 1961 y 1962; de la Especial Investigadora del Accidente de la Línea Área Nacional; y de la Comisión Especial de los Problemas de Arica, 1963; y de la Especial de Educación, 1964.
En las elecciones parlamentarias de 1965 fue nuevamente electo diputado por la misma Vigésima Agrupación Departamental período 1965-1969. Segundo vicepresidente de la Cámara de Diputados entre el 29 de marzo de 1966 al 11 de julio de 1967. Integró la Comisión Permanente de Agricultura; la de Policía Interior; la de Economía y Comercio; y la de Relaciones Exteriores. Miembro de la Comisión Especial Investigadora de los Televisores, 1965, 1966; y de la Industria Manufacturera del Cobre, 1965, 1966. Miembro propietario del Comité Parlamentario del Partido Demócrata Cristiano.
En las elecciones parlamentarias de 1969 fue reelecto diputado por la misma agrupación, período 1969-1973; integró la Comisión Permanente de Relaciones Exteriores, de la que fue presidente; la de Régimen Interior, Administración y Reglamento; y la de Educación Pública; miembro de la Comisión Investigadora Encargada de Conocer el Procedimiento en Concesión de Créditos por el Banco del Estado, 1969 y 1970. Miembro suplente del Comité Parlamentario de su colectividad, 1969 a 1970.
En las Elecciones parlamentarias de 1973 nuevamente electo diputado por la Vigésima Agrupación Departamental "Angol, Collipulli, Traiguén, Victoria y Curacautín" por el período 1973-1977. Continuó integrando la Comisión Permanente de Relaciones Exteriores. El Golpe Militar del 11 de septiembre de 1973 puso término anticipado a su período parlamentario, dada la disolución del Congreso Nacional.
El 8 de enero de 2008 el Senado de Chile le designó miembro del Tribunal Calificador de Elecciones, nombramiento rechazado por Sívori.